# Thyrosticta quadrimacula
Thyrosticta quadrimacula là một loài bướm đêm thuộc phân họ Arctiinae, họ Erebidae.